# AKROS-Excelsior-Thömus
El AKROS-Excelsior-Thömus (código UCI: AET) fue un equipo ciclista profesional suizo de categoría Continental.
El equipo se fundó en 2002 bajo el nombre de Marchiol-Hit Casino's-Safi-Site-Frezza como equipo amateur y con licencia italiana. En 2014 alcanzó la categoría Continental. En 2015 Marchiol-Emisfero anunció su fusión con el Team Roth-Felt y el equipo pasó a llamarse Roth-Skoda teniendo licencia suiza.
A partir del año 2017 el equipo regresó a la tercera división del ciclismo en la categoría Continental.
A inicios del año 2021 Cyc Swiss anunció que dejaba el mundo del ciclismo provocando la desaparición del equipo.

## Material ciclista

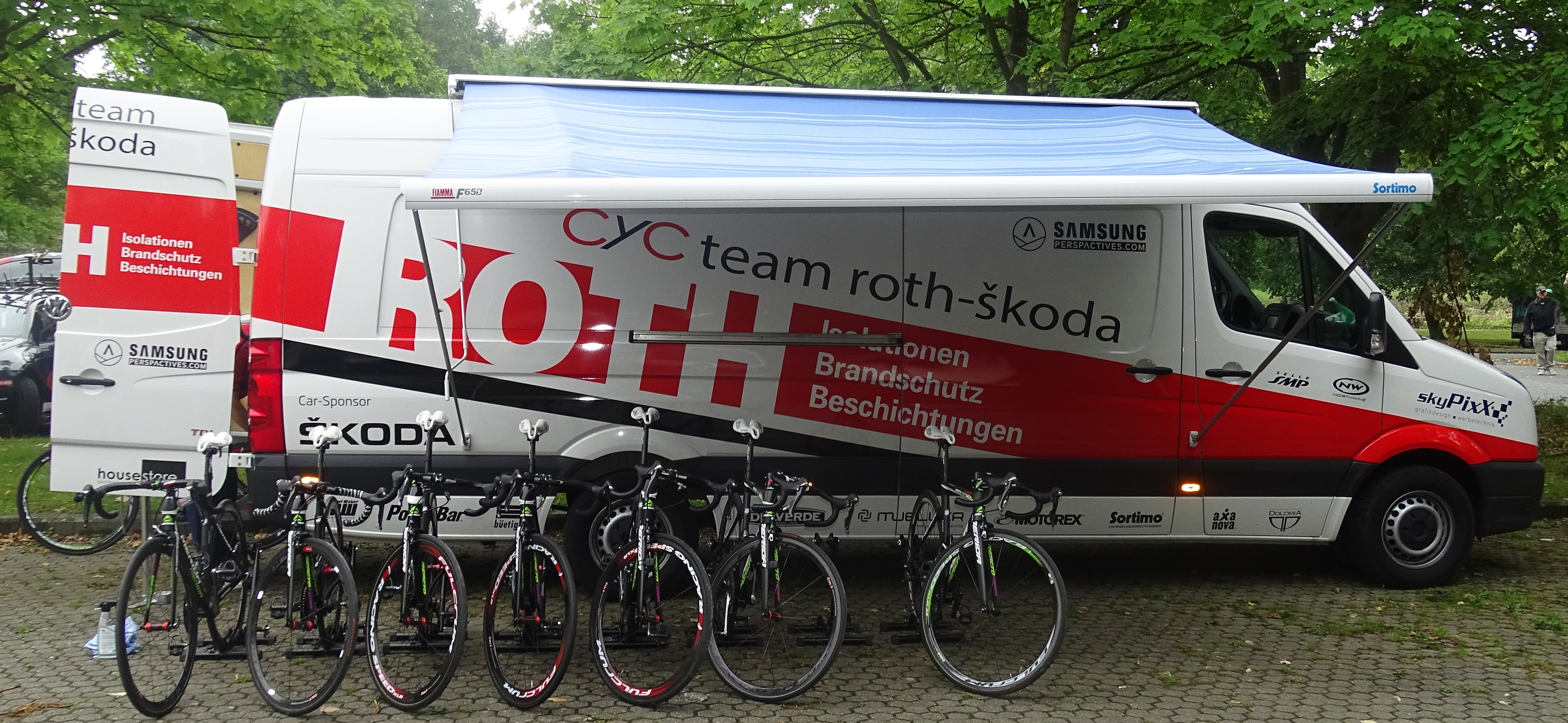
Vehículo del equipo.

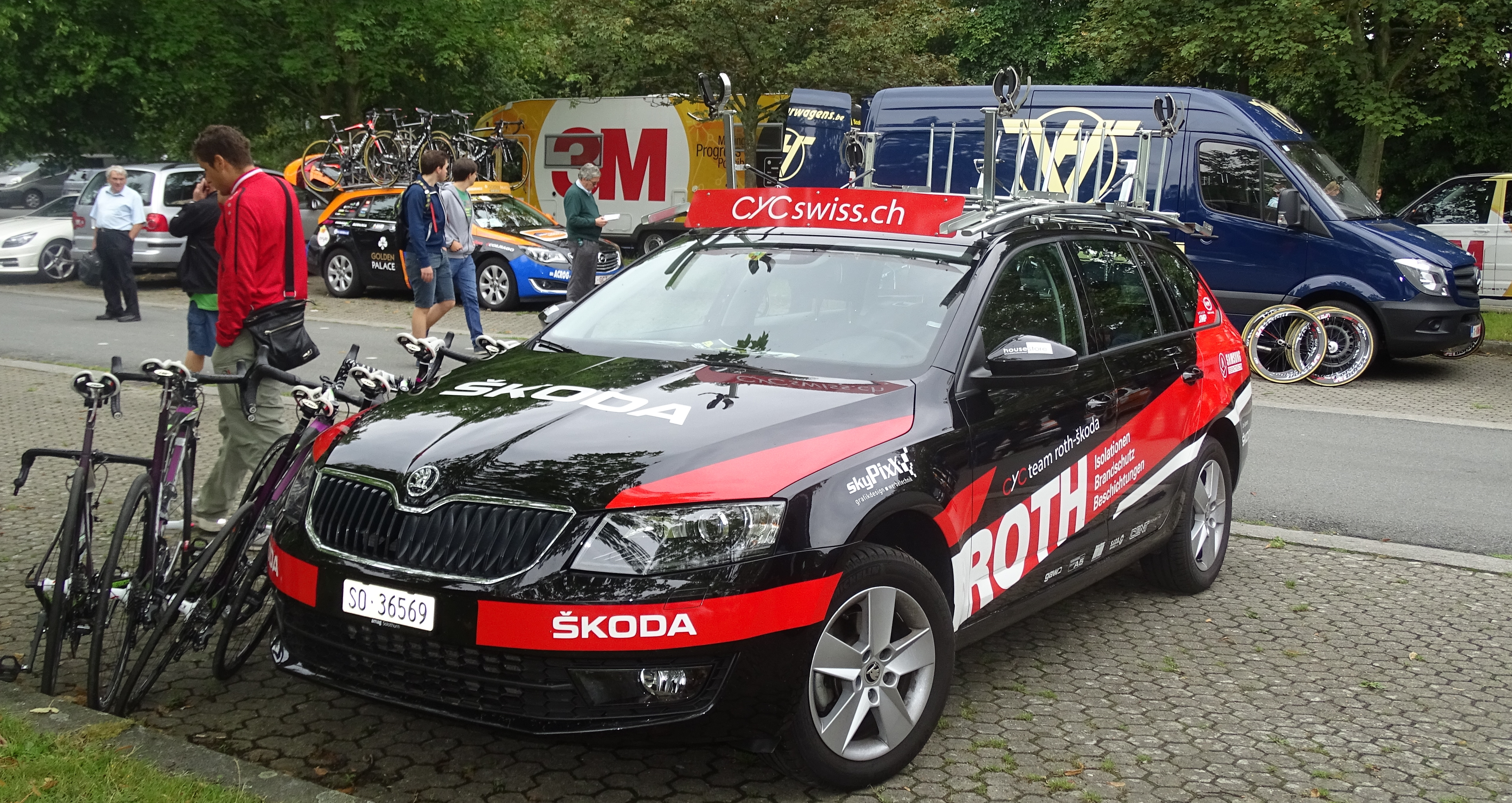
Vehículo del equipo.

El equipo usaba bicicletas Merida y vehículos Skoda.

## Clasificaciones UCI
A partir de 2005 la UCI instauró los Circuitos Continentales UCI, donde el equipo está desde que ascendió a la categoría continental en 2014. Las clasificaciones del equipo y de su ciclista más destacado son las siguientes:

### UCI Africa Tour
| Temporada | Clasificación por equipos | Mejor corredor | Posición |
| 2018      | 23.º                      | Jonas Döring   | 199.º    |

### UCI Asia Tour
| Temporada | Clasificación por equipos | Mejor corredor  | Posición |
| 2016      | 37.º                      | Alberto Cecchin | 70.º     |
| 2017      | 46.º                      | Colin Stüssi    | 124.º    |
| 2018      | 81.º                      | Gordian Banzer  | 257.º    |

### UCI Europe Tour
| Temporada | Clasificación por equipos | Mejor corredor   | Posición |
| 2013-2014 | 62.º                      | Andrea Vaccher   | 206.º    |
| 2015      | 27º                       | Andrea Vaccher   | 19º      |
| 2016      | 30.º                      | Andrea Pasqualon | 96.º     |
| 2017      | 57.º                      | Colin Stüssi     | 142.º    |
| 2018      | 110.º                     | Robin Froidevaux | 1010.º   |
| 2019      | 66.º                      | Robin Froidevaux | 428.º    |

## Palmarés
Para años anteriores véase:Palmarés del AKROS-Excelsior-Thömus

### Palmarés 2020

#### Circuitos Continentales UCI
| Fechas | Circuito | Carreras | Ganador |

## Plantilla
Para años anteriores véase:Plantillas del AKROS-Excelsior-Thömus

### Plantilla 2020
| Nombre            | Nacimiento | Nacionalidad | Equipo 2019    |
| Antoine Aebi      | 01/09/1998 | Suiza        | AKROS-Thömus   |
| Laurin Bachmann   | 24/08/1999 | Suiza        | AKROS-Thömus   |
| Matteo Bellia     | 01/09/1997 | Italia       | Biesse Carrera |
| Remi Capron       | 18/06/2000 | Francia      | IAM Excelsior  |
| Antoine Debons    | 17/02/1998 | Suiza        | IAM Excelsior  |
| Thomas Devaux     | 29/01/1997 | Francia      | Neoprofesional |
| Lois Dufaux       | 16/02/1998 | Suiza        | AKROS-Thömus   |
| Robin Froidevaux  | 17/10/1998 | Suiza        | AKROS-Thömus   |
| Jeremias Jenelten | 11/05/1999 | Suiza        | AKROS-Thömus   |
| Scott Quincey     | 17/06/1999 | Suiza        | IAM Excelsior  |
| Nico Selenati     | 30/07/1996 | Suiza        | AKROS-Thömus   |
| Valère Thiébaud   | 26/01/1999 | Suiza        | AKROS-Thömus   |
| Manuel Zobrist    | 08/03/1997 | Suiza        | AKROS-Thömus   |